# 弗里德姆鎮區 (伊利諾伊州拉薩爾縣)
弗里德姆鎮區（英語：Freedom Township）是位於美國伊利諾伊州拉薩爾縣的一個行政鎮區。

## 地方資料
根據2010年美國人口普查的數據，弗里德姆鎮區的面積為96.80平方千米，當中陸地面積為96.80平方千米，而水域面積為0.00平方千米。當地共有人口644人，而人口密度為每平方千米6.65人。